# Vicomero
Vicomero è una piccola frazione a carattere primariamente agricolo divisa tra i comuni di Parma e di Torrile, a ridosso dell'argine sinistro del torrente Parma.
La località è situata 8,21 km a nord-ovest del centro della città, a 4,32 km da Torrile.

## Geografia fisica
Il territorio di Vicomero è ricco di fontanili, sorgenti tipiche della Pianura Padana, che un tempo supportavano ampie risaie. Fino all'inizio del XIX secolo nella zona esisteva un vasto bosco, chiamato Bosco dei daini. Il passaggio a una agricoltura intensiva ne causò la graduale scomparsa con evidenti ripercussioni sull'ambiente naturale e sul microclima.

## Origini del nome
La località, detta in epoca medievale Vigodemerius, Vigodemerio, Vidgumerio, Vidigumerio, Vidgomerio, Vicomerio e Vicomeriano, secondo alcune ipotesi deve il suo nome alla dedicazione della chiesa parrocchiale alla Purificazione di Maria Vergine.
Altri studiosi ritengono invece che il toponimo derivi dalla conquista del territorio da parte dei Longobardi, tra i quali era diffuso il nome germanico Mer.

## Storia
Il borgo di Vigodemeri fu menzionato per la prima volta nel 1138 in un privilegio del papa Innocenzo II, che confermò alle benedettine del monastero di Sant'Alessandro di Parma i diritti sulle terre ivi possedute.
Il villaggio fu nominato anche il 7 settembre 1188, in una permuta di beni.
Nel 1315 Vicomero, Baganzola, Castelnovo e San Siro furono depredate da Matteo da Correggio e dai suoi alleati ghibellini, in ribellione al guelfo signore di Parma Giberto III da Correggio.
La zona fu assegnata in feudo nel XVII secolo ai marchesi Cusani, ai quali subentrarono intorno alla metà del XVIII i conti Galantino, che ne mantennero il possesso fino all'abolizione napoleonica dei diritti feudali del 1805.
In seguito la parte meridionale di Vicomero fu accorpata al comune di Golese, sciolto nel 1943 e assorbito da quello di Parma.
La località, cresciuta negli anni soprattutto nella zona a ridosso della chiesa della Purificazione di Maria Vergine, l'8 luglio del 2000 fu teatro di un violento tornado, rarissimo per le sue caratteristiche in Italia, classificato come categoria "F2" della scala Fujita, con venti che superarono i 179 km/h.

## Monumenti e luoghi d'interesse

### Chiesa della Purificazione di Maria Vergine

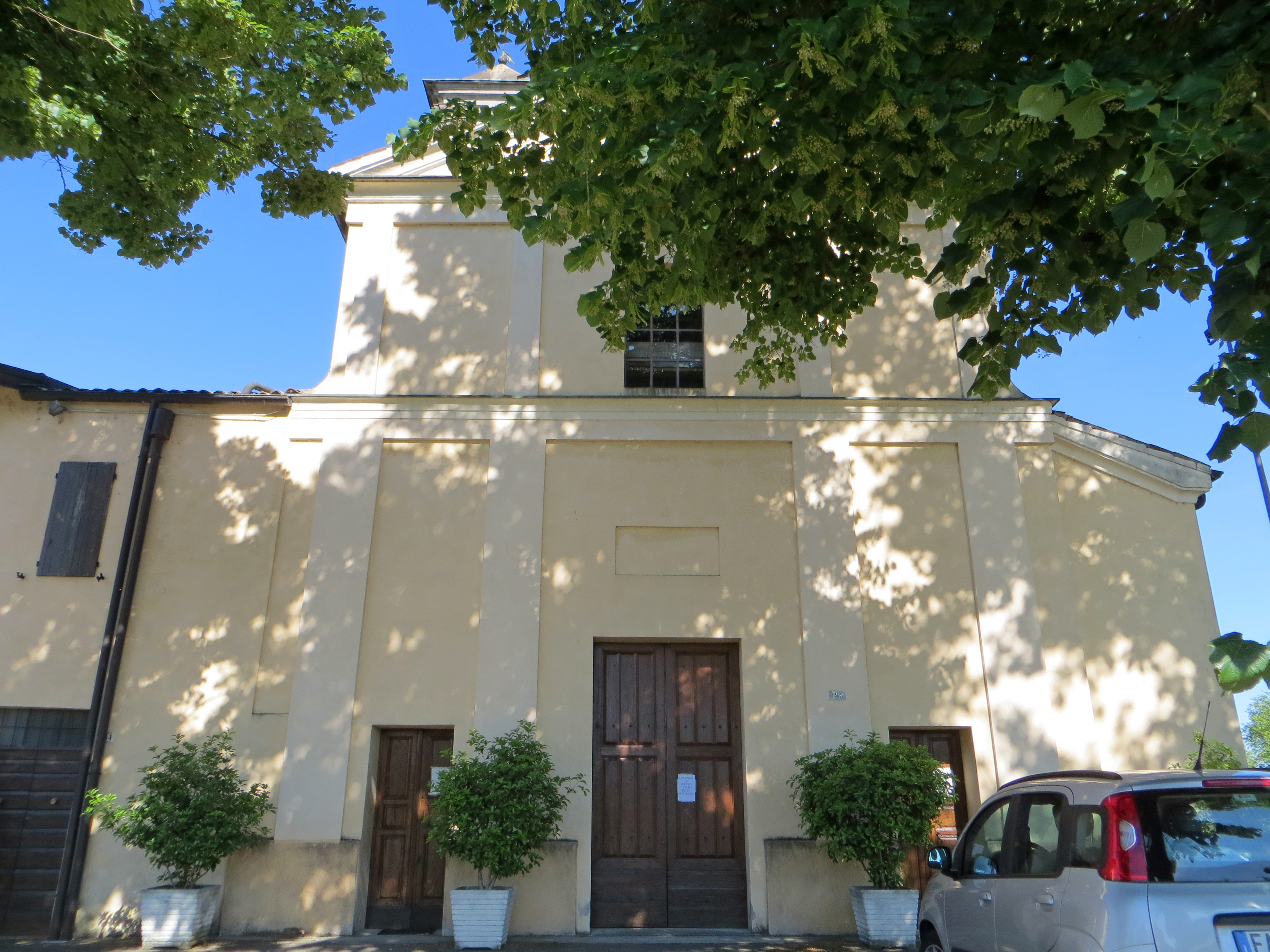
Chiesa della Purificazione di Maria Vergine

Menzionata per la prima volta nel 1230, la cappella medievale fu profondamente ristrutturata in stile barocco nel XVII secolo; dotata di un nuovo campanile nel 1699, la chiesa fu restaurata internamente nel XVIII secolo e successivamente ampliata nella zona presbiteriale e arricchita delle cappelle laterali nel XIX; riccamente decorata con affreschi nel 1939, fu completamente restaurata e consolidata strutturalmente tra il 2005 e il 2008. Il luogo di culto, caratterizzato dalla facciata neoclassica, accoglie due frammenti di affreschi cinquecenteschi rinvenuti dopo il 1960.

### Torrione

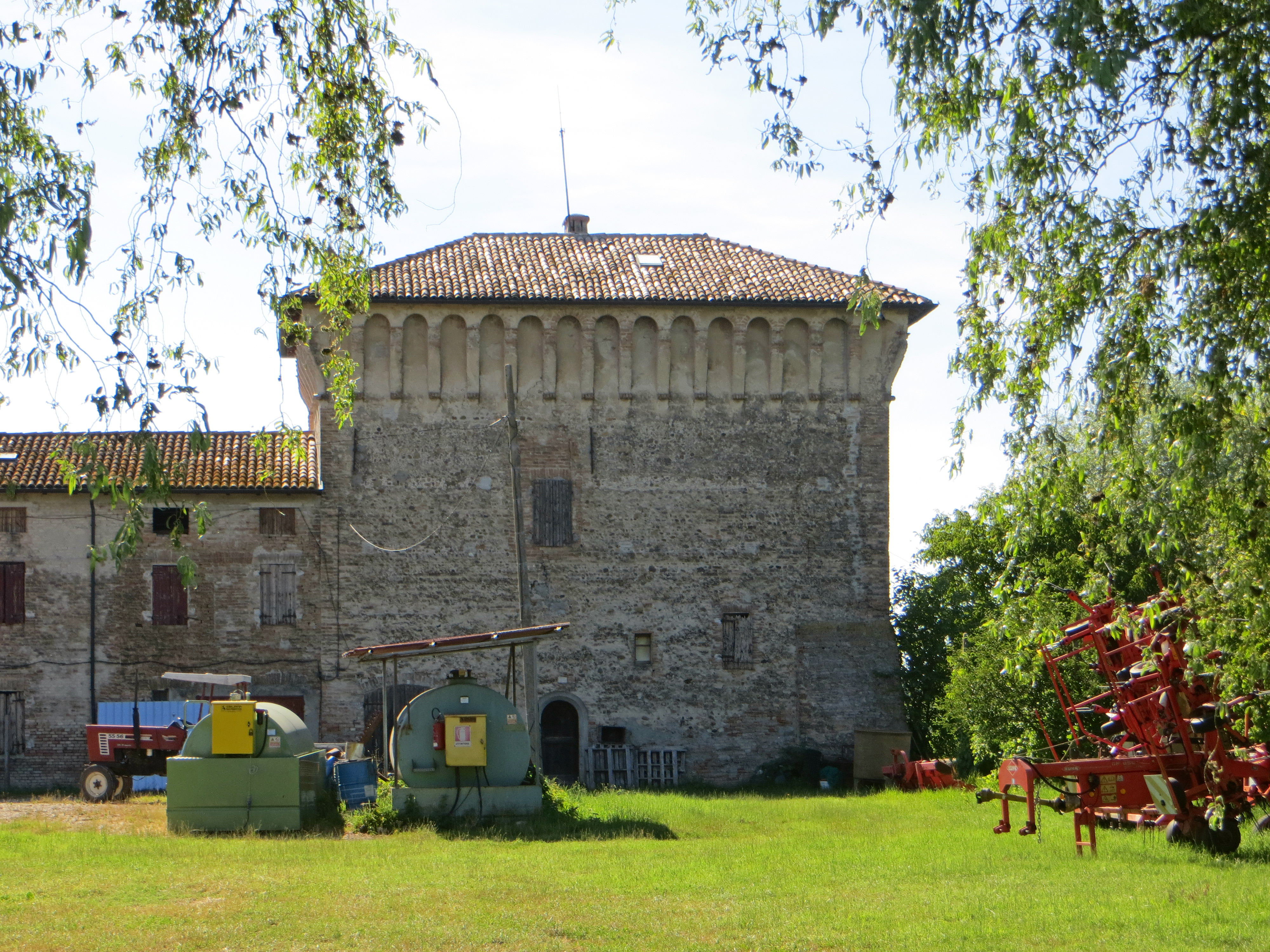
Torrione

Edificato in località Cornazzano probabilmente con funzioni difensive nel XVI secolo per volere dei conti Valeri, il massiccio torrione, noto come "Castellazzo", nei secoli successivi cambiò proprietario più volte, fino a essere adibito a edificio agricolo con annessa casa colonica.

### Villa Galantina

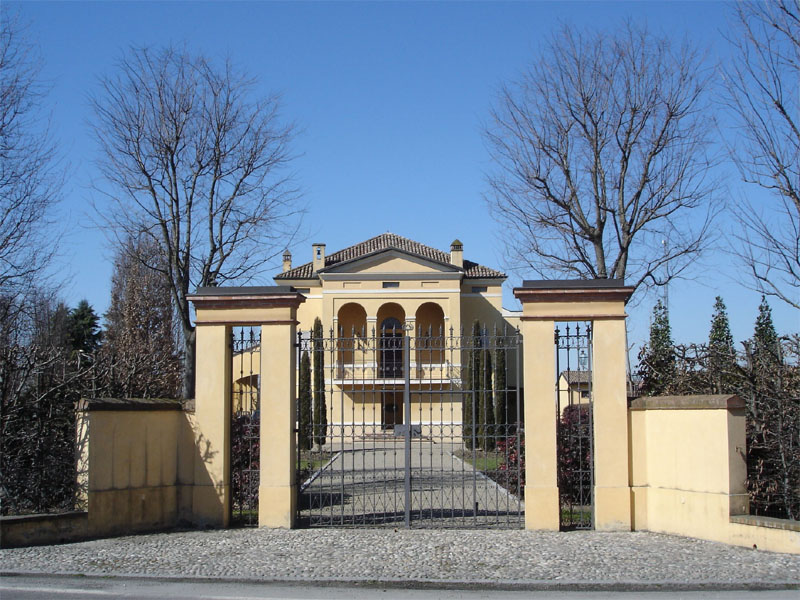
Villa Galantina

Costruita nella seconda metà del XVIII secolo quale residenza estiva dei conti lombardi Domenico e Francesco Galantino, che, amministratore delle ducali Finanze, nel 1782 fu processato con l'accusa di presunte irregolarità e infine assolto nel 1809, la villa neoclassica appartenne alla famiglia, nel frattempo trasferitasi a Soncino, fino al 1882 circa, quando fu alienata a Giuseppe Baldi-Cantù; ereditata dal figlio e poi dal nipote, fu rivenduta successivamente a Domenico Manfredi. L'edificio, sviluppato su una pianta rettangolare addossata ai retrostanti fabbricati agricoli, si sviluppa su due livelli principali fuori terra, oltre al sottotetto; la simmetrica facciata presenta nel mezzo un avancorpo, al cui centro è posto il portale d'ingresso, sormontato da una loggia a tre arcate a tutto sesto al primo piano e, sopra al sottotetto, da un frontone triangolare di coronamento; all'interno è collocata nel mezzo una piccola sala di forma ottagonale, dipinta su una fascia perimetrale.

### Villa Ferri

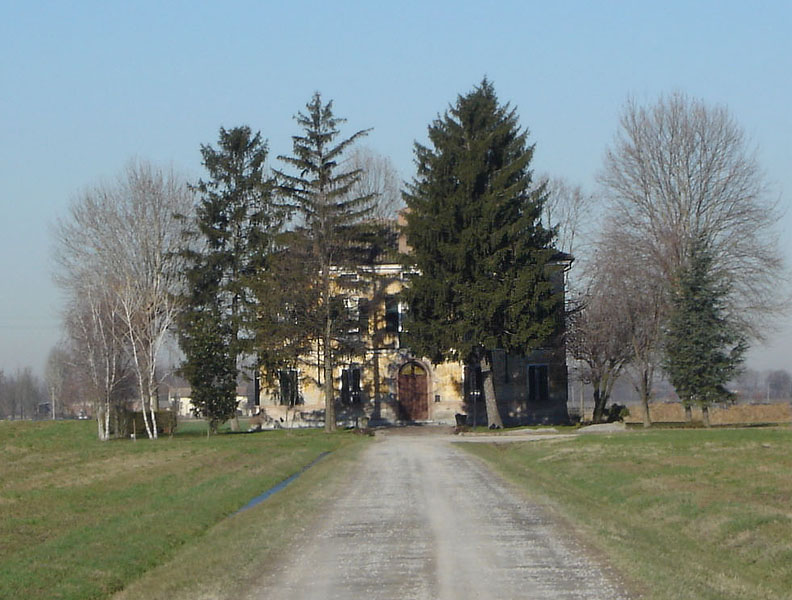
Villa Ferri-Quillac

Costruita probabilmente dopo il 1782 quale residenza estiva del tenente colonnello francese Pierre Quillac, chiamato a Parma dal primo ministro Guillaume du Tillot, nel 1829 la villa neoclassica fu lasciata in eredità dalla moglie Marie Therese Tanzi ai nipoti Luigi, Enrico, Ferdinanda e Marianna Gambara, che la alienarono alla famiglia Longhi; acquistata dalla famiglia Martini e successivamente dalla famiglia Sonnino, fu infine venduta nel 1950 alla famiglia Ferri. L'edificio, sviluppato su una pianta rettangolare, si eleva su due livelli principali fuori terra scanditi da una fascia marcapiano, oltre al sottotetto; la simmetrica facciata presenta nel mezzo l'ampio portale d'ingresso ad arco a tutto sesto, sormontato da un balconcino al piano superiore; all'interno l'androne passante dà accesso alle sale laterali, coperte da volte a vela.

### Villa Minari

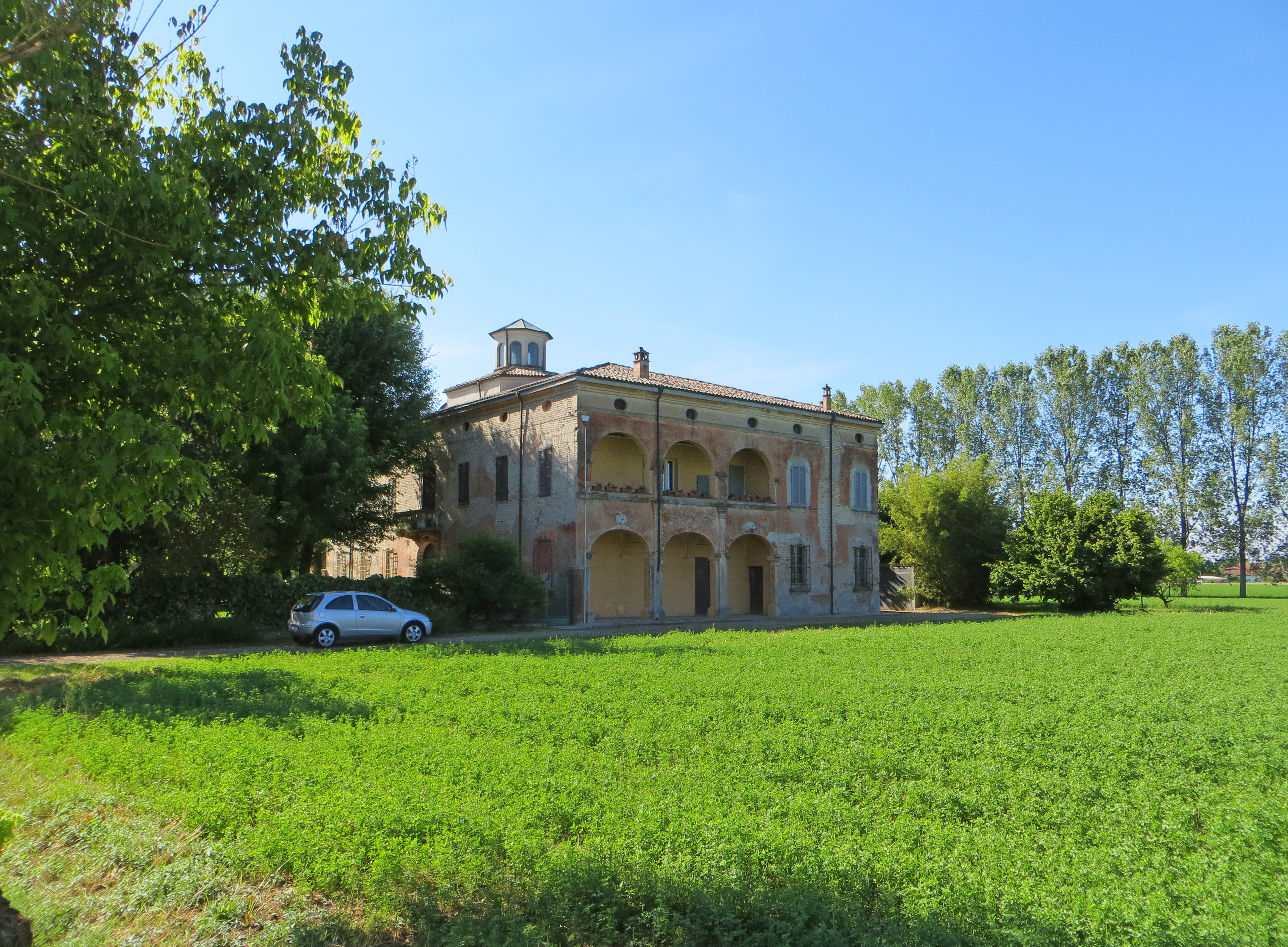
Villa Minari

Costruita nella seconda metà del XVIII secolo per volere dei marchesi Paolucci sul luogo di un precedente fabbricato appartenuto ai marchesi Malaspina della Bastia, la villa, utilizzata dalla famiglia quale casino di caccia, alla morte dell'ultimo discendente della casata nel 1835 fu utilizzata per breve tempo da un ordine religioso quale residenza estiva; alienata alla famiglia Beghi, intorno al 1940 fu acquistata dalla famiglia Minari. L'edificio, sviluppato su una pianta rettangolare, si eleva su due livelli principali fuori terra; la simmetrica facciata presenta nel mezzo l'ampio portale d'ingresso ad arco a tutto sesto, affiancato da tre finestre per parte e sormontato dal balconcino del primo piano; in sommità il sottotetto si affaccia attraverso una serie di oculi ovali; dal colmo del tetto si erge nel mezzo una bassa torretta a base quadrata, coronata da una lanterna a pianta ottagonale; il lato est presenta un portico a tre arcate a tutto sesto, retto da pilastri dorici e sormontato da un analogo loggiato; sulla sinistra si allunga l'ala ovest di servizio, aperta a sud attraverso un porticato ad arcate ribassate. All'interno l'androne dà accesso allo scalone centrale, illuminato dall'alto dalla lanterna al centro della copertura.